# Козятинський район
Козя́тинський райо́н — колишній район в Україні, Вінницька область. Адміністративний центр — місто Козятин. Населення становить 38 975 жителів (01.01.2018).

## Географія
Козятинський район розміщений в північній частині Вінницької області, у межах Придніпровської височини. Площа — 111,9 тис. га або 1120 км². Район межує на півночі: з Бердичівським районом Житомирської області; на заході: з Хмільницьким та Калинівським районами Вінницької області; на південному сході: з Погребищенським районом Вінницької області; на сході: з Ружинським районом Житомирської області.
Клімат — помірно—континентальний з середньою температурою року + 6,5 °C. Абсолютний максимум влітку+40С. абсолютний мінімум взимку — 38С.
На території району беруть початок річки: Гуйва, Гнилоп'ять, Роставиця басейну Дніпра та притока Південного Бугу — Десна.

## Історія
Козятинський район утворено 7 березня 1923 року в складі Київської губернії.
На території району відомі понад сотня археологічних пам'яток різних культур, включаючи трипільську, черняхівську та епохи бронзи.
Традиційно, землі Козятинщини входили до складу Київської землі, будучи її південно-західним рубежем. В кінці XIV століття землі були приєднані до Великого князівства Литовського. З 1569 року, за наслідками Люблінської унії входить до Польської держави.
З давніх часів землі Козятинщини знаходились на межі трьох історичних земель — Київської, Волинської та Подільської. З південного сходу на північний захід, через район проходить знаменитий Чорний шлях, який служив в свій час кордоном між Київщиною та Брацлавським воєводством.
Вздовж Чорного шляху по землях Козятинщини стоять кургани—могили. Помітними є Раба могила на землях с. Малишівка та могила на полі села Туча, яка була визначена як найбільша точка над рівнем моря в колишній Київській губернії.
Край неодноразово зазнавав спустошливих набігів татар.
Серед помітних подій визвольної війни Богдана Хмельницького 1646−1654 років, відома битва козацьких військ під проводом Максима Кривоноса та польським військом на чолі з Єремією Вишневецьким під Махнівкою, на початку червня 1648 року. Біля села Комсомольське (нині — Махнівка), на автошляху Київ — Вінниця, встановлено пам'ятник примирення між польським та українським народами.

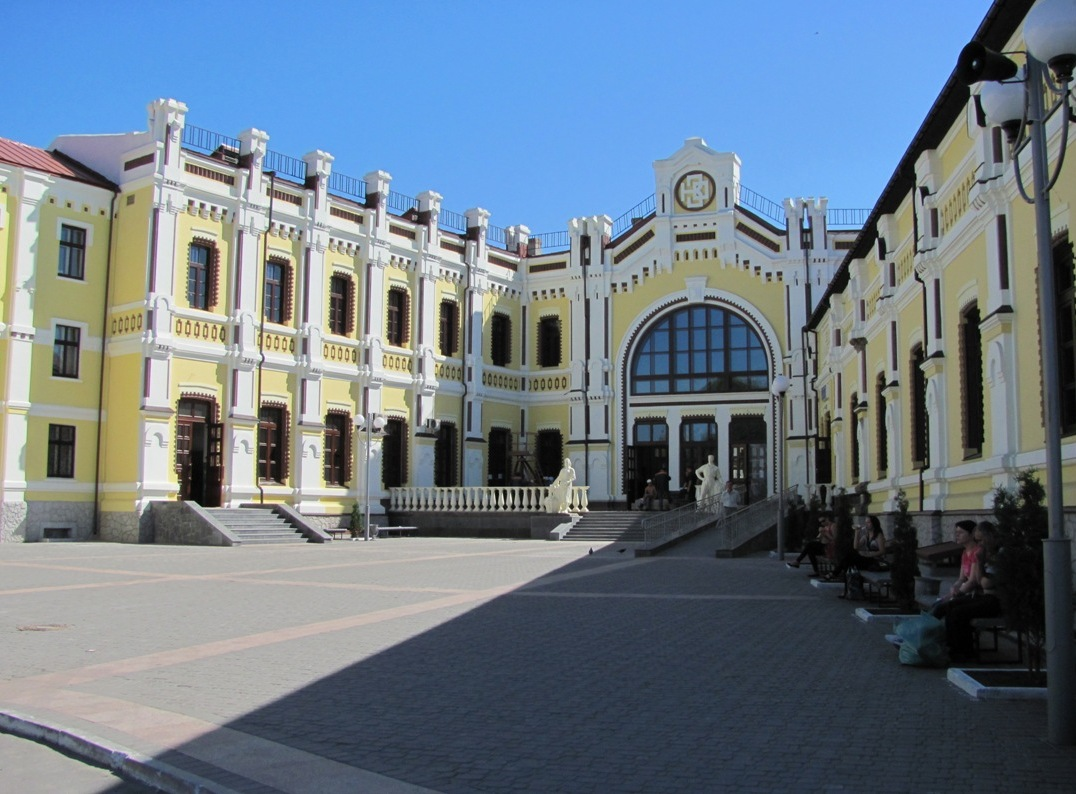
Вокзал ст. Козятин (збудований у 1889 р. за проектом арх. В. Куликовського, будував О. Кобелєв). Головний вхід, привокзальна площа

Значним поштовхом в економічному розвитку земель стала відміна кріпосного права та промисловий переворот другої половини XIX століття. Виникнення міста Козятина пов'язане з будівництвом Києво—Балтської (Одеської) залізниці, і переймає назву сусіднього села Козятина. В липні 1870 року закінчено прокладання гілки від станції Козятин до Бердичева. 7 липня 1874 року Козятин офіційно віднесено до категорії містечок. У 1898 році за проектом В. І. Куликовського було збудовано Козятинський залізничний вузол, що нині є пам'яткою архітектури XIX ст.
Поступово кустарне ремісниче виробництво замінюється промисловим, особливо в галузі переробки сільськогосподарської продукції. З 1872 року починає діяти три цукрових заводи: в селах Махаринці, Бродецьке, та Йосипівка (Юзефо-Миколаївський завод).
У 1917—1920 роках Козятинщина стає ареною швидкоплинних подій, пов'язаних з державотворчими змаганнями української та більшовицької революцій, австро-німецької окупації 1918 року, радянсько-польської війни 1920 року.
У травні 1921 року на тракті Козятин — Сквира об'єднаний загін українських повстанців під проводом отамана Пугача винищив озброєних більшовиків, які ремонтували телеграфну лінію. При цьому загинув один з повстанців — козак Семен. Йому влаштували пишний похорон у селі на схід від Самгородка. Згодом уже під командуванням отамана Орла 300 повстанців розгромили стільки ж бійців з боку більшовиків, які прямували в Самгородок. У бою знищено 50 «червоних», ще 30 — взяли в полон.
Наприкінці травня більшовики біля того ж села на схід від Самгородка спробували завдати поразки повстанцям Пугача-Орла, хоча ворогів вдалося налякати — змусити до втечі у село Талалаї цілу сотню, вбивши її командувача. Більшовики відповіли зґвалтуваннями дівчат в околиці.
З початком Німецько-радянської війни вже в середині липня 1941 року територія району опинилася під німецькою окупацією. Незважаючи на окупаційний режим населення району не припиняло боротьби із загарбниками, підпільні групи протягом всього періоду німецької окупації діяли в місті Козятині та селах району. 28 грудня 1943 року радянські війська силами 1-го Українського фронту заволоділи містом Козятин, 8 березня 1944 року — всім Козятинським районом.

### Становлення району
Козятинський район утворено внаслідок реформування адміністративно — територіальної системи України: 7 березня 1923 року утворено Козятинський у складі Бердичівської округи Київської губернії УРСР шляхом об'єднання Козятинської та Юзефовської волостей.
З 27 лютого 1932 року Козятинщина знаходиться в складі новоутвореної Вінницької області. 17 грудня 1938 р. Указом Президії Верховної Ради УРСР селище Козятин віднесено до категорії міст.
28 листопада 1957 р. — Указом Президії Верховної Ради УРСР відбулося укрупнення Козятинського району за рахунок приєднання до нього Самгородоцького. 30 грудня 1962 р. — приєднано Комсомольський район (до 1935 — Махнівський).
13 липня 2000 року м. Козятин отримав статус міста обласного підпорядкування.
Родинним корінням пов'язаний з землею району перший Президент України М.Грушевський. Музей Хліба в селі Білопілля відкритий 31 серпня 1986 року, музей Михайла Грушевського в селі Сестринівка, відкритий 29 вересня 2006 року.

## Адміністративний устрій
Район адміністративно-територіально поділяється на 2 селищні ради та 32 сільські ради, які об'єднують 73 населені пункти та підпорядковані Козятинській районній раді. Адміністративний центр — місто Козятин, яке має статус міста обласного значення, тому не входить до складу району.
У 2012 році з обліку зняті села Катеринівка та Вікторівка.

## Населення
Розподіл населення за віком та статтю (2001)
| Стать | Всього | До 15 років | 15-24 | 25-44 | 45-64 | 65-85 | Понад 85 |
| --- | ------ | ----------- | ----- | ----- | ----- | ----- | -------- |
| Чоловіки | 21 683 | 4550        | 2693  | 6154  | 5444  | 2729  | 113      |
| Жінки | 26 101 | 4208        | 2610  | 5953  | 6780  | 5964  | 586      |
| \| Статево-вікова піраміда \| Статево-вікова піраміда \| Статево-вікова піраміда \| \| ----------------------- \| ----------------------- \| ----------------------- \| \| Чоловіки \| Вік \| Жінки \| \| 113 \| 85 + \| 586 \| \| 207 \| 80-84 \| 741 \| \| 531 \| 75-79 \| 1553 \| \| 985 \| 70-74 \| 2103 \| \| 1006 \| 65-69 \| 1567 \| \| 1704 \| 60-64 \| 2569 \| \| 1088 \| 55-59 \| 1493 \| \| 1192 \| 50-54 \| 1325 \| \| 1460 \| 45-49 \| 1393 \| \| 1498 \| 40-44 \| 1461 \| \| 1603 \| 35-39 \| 1514 \| \| 1572 \| 30-34 \| 1448 \| \| 1481 \| 25-29 \| 1530 \| \| 1345 \| 20-24 \| 1337 \| \| 1348 \| 15-20 \| 1273 \| \| 1804 \| 10-14 \| 1632 \| \| 1510 \| 5-9 \| 1435 \| \| 1236 \| 0-4 \| 1141 \| |        |             |       |       |       |       |          |
| Статево-вікова піраміда |        |             |       |       |       |       |          |
| Чоловіки | Вік    | Жінки       |       |       |       |       |          |
| 113 | 85 +   | 586         |       |       |       |       |          |
| 207 | 80-84  | 741         |       |       |       |       |          |
| 531 | 75-79  | 1553        |       |       |       |       |          |
| 985 | 70-74  | 2103        |       |       |       |       |          |
| 1006 | 65-69  | 1567        |       |       |       |       |          |
| 1704 | 60-64  | 2569        |       |       |       |       |          |
| 1088 | 55-59  | 1493        |       |       |       |       |          |
| 1192 | 50-54  | 1325        |       |       |       |       |          |
| 1460 | 45-49  | 1393        |       |       |       |       |          |
| 1498 | 40-44  | 1461        |       |       |       |       |          |
| 1603 | 35-39  | 1514        |       |       |       |       |          |
| 1572 | 30-34  | 1448        |       |       |       |       |          |
| 1481 | 25-29  | 1530        |       |       |       |       |          |
| 1345 | 20-24  | 1337        |       |       |       |       |          |
| 1348 | 15-20  | 1273        |       |       |       |       |          |
| 1804 | 10-14  | 1632        |       |       |       |       |          |
| 1510 | 5-9    | 1435        |       |       |       |       |          |
| 1236 | 0-4    | 1141        |       |       |       |       |          |

Національний склад населення за даними перепису 2001 року:
| Національність | Кількість осіб | Відсоток |
| -------------- | -------------- | -------- |
| українці       | 46109          | 96,49 %  |
| росіяни        | 653            | 1,37 %   |
| поляки         | 500            | 1,05 %   |
| чехи           | 226            | 0,47 %   |
| цигани         | 76             | 0,16 %   |
| інші           | 224            | 0,47 %   |

Мовний склад населення за даними перепису 2001 року:
| Мова       | Кількість осіб | Відсоток |
| ---------- | -------------- | -------- |
| українська | 46991          | 98,33 %  |
| російська  | 597            | 1,25 %   |
| чеська     | 68             | 0,14 %   |
| циганська  | 60             | 0,13 %   |
| білоруська | 20             | 0,04 %   |
| інші       | 52             | 0,11 %   |

Населення району станом на січень 2015 року становило 40 409 осіб, з них міського — 5 712, сільського — 34 697 осіб.

## Економіка

### Промисловість
Корисні копалини: каолін, граніт, глина, пісок.
Підприємства: комбікормовий завод, сухого молока, швейна фабрика, промкомбінат (Козятин), Жежелівське кар'єроуправління, в/о «Глухівцікаолін», Бродецький та Глухівецький заводи залізобетонних виробів, 3 цукрових заводи (Бродецьке, Махаринці, Широка Гребля). Питома вага переробних підприємств(цукрова галузь) у загальному обсязі виробленої продукції становить 76,9 %.

### Сільське господарство
Сільське господарство: зернові, буряківництво, садівництво, овочівництво, скотарство, свинарство, бджільництво.

### Будівництво
Будівельний комплекс району нараховує 2 будівельні організації, з них: філія ДП «Вінницького облавтодору» (будівництво та експлуатація доріг) та КП «Спецсільгоспмонтаж» (спеціалізовані монтажні роботи).

## Транспорт
Транспортний комплекс району представлений двома підприємствами: ВАТ «Козятинське АТП-10514» (пасажирські перевезення) та Бродецькою філією ВАТ «Київ-Дністровське МППЗТ» (під'їзні колії). Крім того, перевезення пасажирів на приміських та міжміських маршрутах здійснює 11 перевізників, які обслуговують 53 приміських маршрути, 10 — приватні особи. Ними обслуговується 36 маршрутів.
Загальна протяжність автомобільних шляхів по Козятинському району становить 412,1 км, в тому числі ґрунтових — 36,4 км.
Територією району проходить автошляхи E583, Н02, Т 0227 та Т 0606.
Загальна протяжність залізничних шляхів, що проходять Козятинським районом — 73,5 км. Крім того, під'їзні залізничні колії до промислових підприємств району становлять 17,5 км.
Станції: Махаринці та Сестринівка.
Зупинні пункти: Вернигородок, Глухівці, Залізничне, Каолінова, Миколаївка, Плановий, Садовий та Сигнал.
Лінії електропередач по району становлять 1898 км, з них: ВЛ — 10кв — 678 км, ВЛ-04кв. — 1220 км. Ліній зв'язку прокладено 2362 км, із них: радіо — 945 км, телефон — 1417 км.

## Соціально-культурна сфера
Телекомунікаційна мережа ЦЕЗ № 4 нараховує 96 АТС загальною монтованою ємністю 21374 номери в тому числі по Козятинському району 32 АТС ємністю 10014 номерів. 67 відсотків сільських АТС мають цифрові з'єднувальні лінії з центральної АТС районного центру.
Територія району покрита стільниковим мобільним зв'язком «МТС», «Київстар», «Life».
Газифіковано 59 населених пунктів, що становить 81,9 % по району. Загальна довжина газових мереж близько 813,4 км.
Мережа закладів культури — це 52 установи клубного типу, з них 21 будинок культури та 31 сільських клубів. Працює 2 дитячі музичні школи в селах Махнівка та Самгородок. Функціонує 144 клубних формувань, з яких 124 аматорського мистецтва, з них 5 присвоєно звання «Народний»: ансамбль танцю «Зорянка», хоровий колектив РБК, драматичний колектив РБК, дитячий чеський фольклорно-етнографічний ансамбль «Студанка» с. Миколаївка, аматорський колектив «Розмай» с. Махнівка.
Населення району обслуговують центральна районна бібліотека для дорослих, дитяча районна бібліотека та 39 сільських бібліотек — філіалів. Загальний районний фонд літератури становить 683 тис. примірників. При юнацькому відділі центральної бібліотеки діє клуб «9 Муз»; на базі Козятинської СЗШ І-ІП ст. № 9 — літературний клуб «Кобзарик».
Створено музеї: хліба у с. Білопілля, музей історії села Комсомольське (нині — Махнівка), меморіальний музей М. С. Грушевського в с. Сестринівка, а також музей Бойової Слави при Козятинській школі-інтернат. В районі в рамках року села проводився заключний концерт фестивалю «Таланити нашого села»
Мешканців району обслуговують 70 лікувально-профілактичних установ на 365 ліжок з них: 4 лікарні, 8 амбулаторій, 58 ФАПІВ і 1103 медичних працівника. У структурі Козятинського РТМО функціонує: 1 ЦРЛ, 1 районна лікарня, 1 селищна лікарня, 1 дільнича лікарня, 6 лікарських амбулаторій, 2 амбулаторії сімейної медицини і 58 ФАПів і ФП. У РТМО працює 145 лікарів, середніх медичних працівників 518, молодшого медичного персоналу 242.
У районі діє кооперативно-профспілкове фізкультурно-спортивне товариство «Колос», при якому працює районна дитяча юнацька спортивна школа (РДЮСШ). Споруджено 26 стадіонів, 22 спортивних майданчиків (облаштовано спортивний майданчик з штучним покриттям для гри в футбол в смт Глухівці), 30 спортивних зали, 3 стрілецьких тири. Обладнано 5 майданчиків із тренажерами у с. Глухівці, Махнівка, Миколаївка, Юзефо-Миколаївка, Самгородок.
Кількість денних загальноосвітніх навчальних закладів району становить 41 одиниця, в яких навчається 5400 учнів. Крім того працює одна школа інтернат-гімназія І-ІІІ ст. та спецшкола для дітей з вадами зору. Діє 12 дошкільних закладів, з чисельності 500 дітей.

## Політика
25 травня 2014 року відбулися Президентські вибори України. У межах Козятинського району були створені 74 виборчі дільниці. Явка на виборах складала — 71,43 % (проголосували 24 304 із 34 025 виборців). Найбільшу кількість голосів отримав Петро Порошенко — 66,29 % (16 110 виборців); Юлія Тимошенко — 20,01 % (4 863 виборців), Олег Ляшко — 5,34 % (1 297 виборців), Анатолій Гриценко — 2,42 % (588 виборців). Решта кандидатів набрали меншу кількість голосів. Кількість недійсних або зіпсованих бюлетенів — 0,85 %.

## Пам'ятки
- Пам'ятки архітектури Козятинського району
- Пам'ятки історії Козятинського району
- Пам'ятки археології Козятинського району

## Персоналії
- Володимир Антонович (1834—1908) — український історик, археолог, етнограф, археограф, член-кореспондент Російської АН з 1901; професор Київського університету з 1878; співорганізатор Київської Громади, член Київського товариства старожитностей і мистецтв.
- Іван Дем'янюк (1920—2012) — солдат Червоної армії, обвинувачений у співучасті в нацистських злочинах.
- Анатолій Кочерга (1947) — український оперний співак, бас, лауреат Шевченківської премії (1989);
- Леонід Грач (1948) — український політик, Голова Верховної Ради Автономної Республіки Крим (1998—2002), Народний депутат України 3, 4, 5, 6-го скликань.
- Євген Чумак (1995) — український футболіст, півзахисник.